# Осада Албазина (1685)

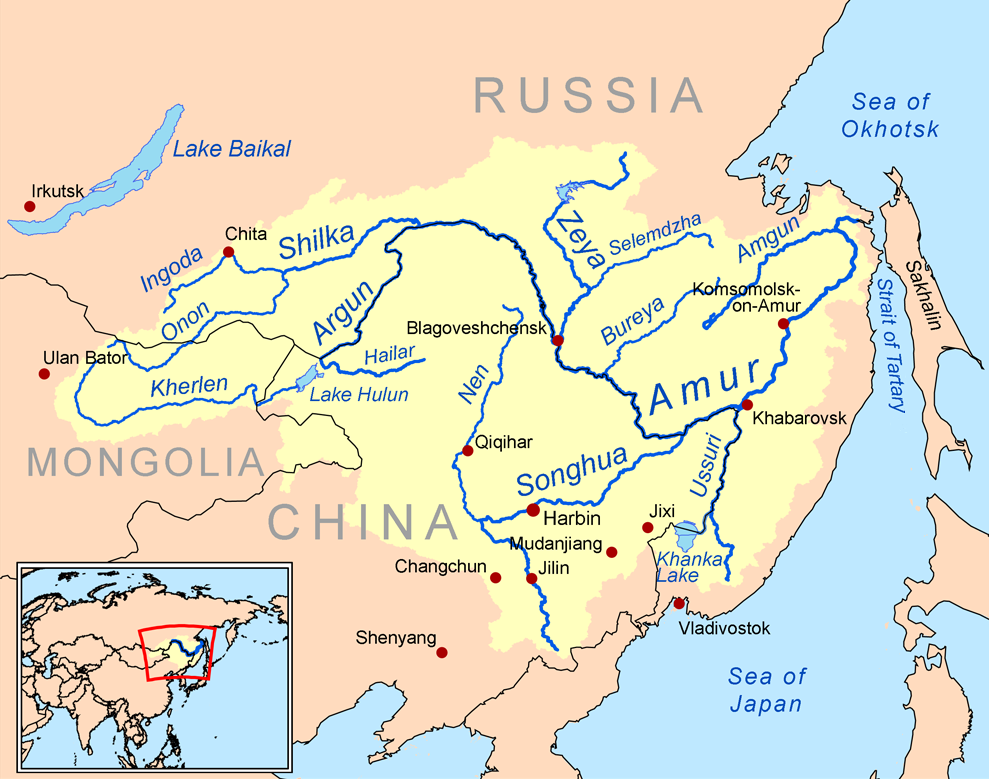

Осада Албазина 1685 года — первый этап борьбы между Русским царством и Цинским Китаем за главный русский опорный пункт на реке Амур.

## Предыстория
Установившаяся в Китае с середины XVII века маньчжурская императорская династия Цин не признавала присоединения к России приамурских земель, которые считала своими родовыми владениями, но до того фактически не контролировала. В 1682 году отношения между Россией и Китаем обострились, оба государства принимали меры по усилению своего присутствия на Амуре. Россия учредила отдельное Албазинское воеводство, направив на Амур воеводу А. Толбузина с отрядом служилых людей, организовывались новые поселения в бассейне реки Зея. В сентябре 1682 года китайский император дал поручение сановникам Лантаню и Пэнчуню оценить возможности вытеснения русских из Приамурья.
Фудутун Пэнчунь занимал должность верховного командующего, но фактически роль организатора и руководителя военной операцией играл Лантань, которого русские называли «воеводой» и отдавали должное его военным способностям. В ноябре Лантань с небольшим конным отрядом побывал вблизи Албазина, где объяснил своё появление охотой на оленей. Русские и маньчжуры обменялись подарками. По результатам своей рекогносцировки Лантань составил доклад об организации военной экспедиции против Албазина, деревянные укрепления которого он оценил как слабые.
Император Канси и Военный совет (Цзюньцзичу) в марте 1683 года издали ряд распоряжений по подготовке военных действий на Амуре. Главное внимание уделялось снабжению продовольствием в отдаленной пустынной местности сравнительно небольшого для Китая войска. Для этого надлежало собрать с местного населения в Маньчжурии 3-летний запас продовольствия, впоследствии войска должны были завести собственные посевы. На Сунгари строилась речная флотилия, которая должна была перевозить войска и провиант на Амур. В 1683 году Лантань, появившийся на Амуре с передовыми силами, окружил близ устья реки Зея своей флотилией и заставил сдаться струги русского отряда Григория Мыльника (70 чел.), следовавшего из Албазина в зейские остроги и зимовья. После этого русские оставили без боя Долонский и Селемджинский остроги. В Верхнезейском остроге 20 русских казаков оборонялись против 400 маньчжур до февраля 1684 года. Ланьтань основал в качестве передовой крепости на правом берегу Амура крепость Айгун с земляными укреплениями. В 1684 году, продолжая подготовку к переброске на Амур основной армии, маньчжуры беспокоили окрестности Албазина набегами небольших конных отрядов, разорявшими окрестные деревни; крестьяне оттуда спасались за стенами укрепленного города. В Западной Сибири был набран отряд служилых людей для усиления гарнизона Албазина, но он двигался по сибирским рекам и волокам к Амуру очень медленно.

## Оборона Албазина
В начале лета 1685 года значительная цинская армия (по китайским данным — 3 тыс., по русским — 5 тыс. человек, не считая конницы) на кораблях речной флотилии двинулась от Айгуна вверх по Амуру. В Албазин было послано два казака из отряда Мыльника с указом Лифаньюаня (учреждения по связям с вассальными землями); от русских под угрозой смерти требовали немедленно уйти с Амура. 10 июня цинская флотилия появилась вблизи Албазина. В этот момент к нему подходили плоты со спешившими укрыться за крепостными стенами 40 жителями деревень с верховий Амура. Маньчжурские корабли обстреляли плоты из пушек и захватили их, пленив крестьян.
Два последующих дня цинские войска строили вокруг Албазина осадные сооружения, позиции для артиллерии. Напротив северной крепостной стены были установлены наиболее мощные «ломовые» пушки. Когда они открыли огонь, оказалось, что бревенчатые укрепления Албазина, предназначенные для защиты от туземных стрел, не выдерживают попаданий из тяжелых орудий. По словам очевидцев, бывали случаи, когда китайские ядра пролетали город насквозь, пробивая и северную, и южную стену. В результате вспыхнувших пожаров в Албазине сгорели хлебные амбары и церковь с колокольней. Была подбита одна из трех русских пушек. Жертвы артиллерийских обстрелов составляли около 100 человек.
В Нерчинске воевода Иван Власов подготовил отряд для похода на помощь Албазину (100 человек с 2 пушками). На помощь Албазину спешил и отряд из западно-сибирских острогов под командованием Афанасия Бейтона, однако в Забайкалье он оказался связан боями с монголами. Подкрепление опоздало. Ранним утром 16 июня цинские войска начали общий штурм. Защищавшие Албазин гарнизон и люди «всякого звания» не давали маньчжурам преодолеть окружавшие крепость ров и вал и забраться на полуразрушенные укрепления. В 10 часов вечера маньчжуры отступили в свой лагерь. Лантань отдал приказ готовить новый штурм; маньчжуры заваливали крепостной ров хворостом, так что русские решили, что их готовятся сжечь вместе с городом. Отогнать противника от стен албазинцы не могли, так как у них подошли к концу запасы пороха.

## Сдача и разрушение Албазина
Воевода Толбузин обратился к Лантаню с предложением вывести гарнизон и жителей из Албазина в Нерчинск. Цинское командование настаивало на уходе русских в Якутск, считая, что Нерчинск также находится на маньчжурских землях. Однако Толбузину удалось настоять на отступлении вверх по Амуру, что было для русских гораздо предпочтительнее, чем переход через горный хребет в Якутию. 26 июня 1685 года русские беспрепятственно покинули город и двинулись на запад. Лантань уничтожил строения Албазина и, считая свою миссию выполненной, отошел к Айгуну. Там был оставлен гарнизон в 500 человек, остальные цинские войска ушли по Сунгари на юг в Маньчжурию.
Часть казаков (45-50 человек) с семьями были уведены в Пекин, где до сих пор существует православная община их потомков.

## Восстановление Албазина
В конце июня в Нерчинске собрались и бывшие албазинцы, и опоздавшее к ним подкрепление. Не желая себе «побежную славу из Албазина учинить», русские решили попытаться вернуть себе город. В середине июля из Нерчинска вниз по Амуру был послан русский разведывательный отряд. Узнав, что цинские войска покинули разрушенный Албазин и даже не сняли посевы в окрестных деревнях, воевода Толбузин при поддержке нерчинского воеводы Власова немедленно организовал поход для восстановления главной русской крепости на Амуре. Заранее выслав вперед 200 конных казаков Бейтона, 27 августа 1685 года на пепелище Албазина прибыл на стругах сам Толбузин с войском из 514 служилых людей и 155 промысловиков и крестьян, которые до зимы отстроили заново город и несколько деревень. Таким образом, несмотря на военную победу Цинскому Китаю не удалось вытеснить русских из Приамурья, и в следующем году военные действия были продолжены новой обороной Албазина.